# Acrosemia molpina
Acrosemia molpina là một loài bướm đêm trong họ Geometridae.